# Halichondria bowerbanki
Halichondria bowerbanki är en svampdjursart som beskrevs av Maurice Burton 1930. Enligt Catalogue of Life ingår Halichondria bowerbanki i släktet Halichondria och familjen Halichondriidae, men enligt Dyntaxa är tillhörigheten istället släktet Halichondria och familjen Halichondridae. Arten är reproducerande i Sverige. Inga underarter finns listade i Catalogue of Life. Arten är uppkallad efter James Scott Bowerbank.